# Gunthorpe (Rutland)
Pour les articles homonymes, voir Gunthorpe.
Gunthorpe est un village et une paroisse civile du Rutland, en Angleterre.